# Frank Irons
Francis "Frank" Cleveland Irons (Des Moines, Iowa, 23 de març de 1886 – Palatine, Illinois, 19 de juny de 1942) va ser un atleta estatunidenc que va competir a primers del segle xx.
El 1908 va prendre part en els Jocs Olímpics de Londres, on va guanyar la medalla d'or en la prova del salt de llargada. En el salt d'alçada aturat fou vuitè i en el triple salt setzè, mentre es desconeix el resultat obtingut en el salt de llargada aturat.
Quatre anys més tard, als Jocs d'Estocolm, acabà en novena posició del salt de llargada, alhora que disputava la competició de demostració del beisbol.